# Karel Balling (skladatel)
Karel Balling (také Charley Balling) (17. prosince 1889 Rakovník – 17. března 1972 Praha) byl český hudební skladatel, textař a organizátor hudebního života.

## Život
Vystudoval reálné gymnázium v Mladé Boleslavi a chemii na Českém vysokém učení technickém v Praze. Po promoci v roce 1911 pracoval nějakou dobu v zahraničí.
Hudbu studoval soukromě u Josefa Cyrila Sychry a Jaroslava Křičky. Tíhnul k lehčím hudebním formám. Nejprve založil spolu se studenty z pražského akademického odboru Národní jednoty Severočeské (AONIS) vlastní kabaret Ignotus, v roce 1911 však přešel k legendárnímu kabaretnímu sdružení Červená sedma, ve kterém se stal záhy jednou z vůdčích osobností vedle Jiřího Červeného a Eduarda Basse. V Červené sedmě se uplatnil nejen jako skladatel a textař, ale i jako klavírista a zpěvák. Kromě celé řady kupletů zde zkomponoval pro Červenou sedmu i balet Vánoční nadílka komponisty Sesadílka. Je autorem českého textu k populární písni La Paloma či textu k oblíbené skladbě Poem z cyklu Nálady, dojmy a upomínky Zdeňka Fibicha.
V roce 1920 se sedmičkáři po finančních potížích kabaretu prakticky rozešli a Balling pak pracoval pro celou řadu pražských operetních divadel, revuálních scén a kabaretů. Pro Lucernu napsal mimo jiné i svou nejznámější píseň Bílí rejtaři. K operetě Anatol se žení, kterou komponoval pro Velkou operetu, text napsala Ema Destinnová.
Jeho skladatelský záběr byl velmi široký. Skládal i pro dechový orchestr, ale nevyhýbal se ani závažnější hudbě. Psal scénickou hudbu pro Divadlo na Vinohradech, vydal úpravy národních a lidových písní, České koledy, České polky a tance a tiskem byla vydána i jeho Fantastická ouvertura pro velký orchestr. Vynikl rovněž jako překladatel operních a operetních libret. Připravil a vydal první české školy hry na ukulele, banjo a havajskou kytaru.
Kromě umělecké činnosti se věnoval i práci organizační a pedagogické. Od roku 1921 pracoval ve vrcholných funkcích Ochranného sdružení autorského (OSA). Předsedal Mezinárodnímu svazu pro mechanická práva v Berlíně. V letech 1929 až 1931 přednášel hospodářské využití těchto práv na Pražské konzervatoři. Podílel se i na činnosti mezinárodní Konfederace autorských organizací v Paříži. V letech 1930–1931 také přednášel autorské právo na pražské konzervatoři.
Na poli hudební vědy se zabýval studiem české hudební emigrace v letech 1750–1850, zejména osobnostmi a dílem skladatelů Jana Václava Hugo Voříška a Antonína Františka Bečvařovského. Kromě toho psal i beletrii. Vydal sbírku povídek O maličké.
Jeho syn, Mojmír Balling, se stal rovněž hudebním skladatelem. Děd Karel Balling byl významným chemikem.

## Citát
| „              | Za Klímou přišel také další člen sdružení "Ignotus", Karel Balling. Pro svůj zamračený zjev byl zprvu přijat s nedůvěrou, ale rychle se vžil do Sedmy. Psal, komponoval, dokonce doprovázel na klavír i na kytaru, hrál v parodiích, dokonce i ženské úlohy, zkrátka dovedl všechno, jak se patřilo na pravého sedmičkáře. | “ |
| — Jiří Červený | |   |